# Río Viejo, Navolato
Río Viejo är en ort i Mexiko.   Den ligger i kommunen Navolato och delstaten Sinaloa, i den västra delen av landet, 1 100 km nordväst om huvudstaden Mexico City. Río Viejo ligger 19 meter över havet och antalet invånare är 491.
Terrängen runt Río Viejo är mycket platt. Runt Río Viejo är det ganska tätbefolkat, med 155 invånare per kvadratkilometer. Närmaste större samhälle är Navolato, 2,8 km sydväst om Río Viejo. Omgivningarna runt Río Viejo är en mosaik av jordbruksmark och naturlig växtlighet.